# San Fratello
San Fratello – miejscowość i gmina we Włoszech, w regionie Sycylia, w prowincji Mesyna.
Według danych na rok 2004 gminę zamieszkiwało 4561 osób, 68,1 os./km².